# Chiruromys
Genre
Chiruromys est un genre de rongeurs de la sous-famille des Murinés.

## Liste des espèces
Ce genre de rongeurs comprend les espèces suivantes :
- Chiruromys forbesi (Thomas, 1888)
- Chiruromys lamia (Thomas, 1897)
- Chiruromys vates (Thomas, 1908)